# Роберт Володер
Роберт Володер (нім. Robert Voloder, нар. 9 травня 2001, Франкфурт-на-Майні, Німеччина) — німецький футболіст боснійського походження, центральний захисник клубу МЛС «Спортінг Канзас-Сіті».

## Ігрова кар'єра

### Клубна
Роберт Володер народився у місті Франкфурт-на-Майні і поичнав грати у футбол і молодіжній команді місцевого клубу «Франкфурт». Згодом Роберт перебрався до молодіжного складу клубу «Кельн». З 2019 року футболіст виступав у другій команді клубу у Регіональній лізі. У травні 2020 року Володер підписав з клубом професійний контракт до 2023 року.
Не маючи можливості пробитися в основу команди, влітку 2021 року Володвр відправився в оренду у словенський клуб «Марибор», де грав до зими 2022 року. Після закінчення оренди словенський клуб готовий був повністю викупити контракт футболіста але сам Володер підписав трирічний контракт з клубом МЛС «Спортінг Канзас-Сіті».

### Збірна
Роберт Володер починав свої виступи на міжгародному рівні у складі юнацьких збірних Боснії і Герцеговини. Але сам футболіст народився у Німеччини і з 2019 року він є гравцем юнацьких збірних Німеччини.